# 越前市武生第二中学校坂口分校
越前市武生第二中学校坂口分校（えちぜんし たけふだいにちゅうがっこうさかぐちぶんこう）は、福井県越前市湯谷町にある公立中学校の分校。福井県内では唯一となる中学校の分校である。通称は坂口校（さかぐちこう）。

## 沿革
- 1947年（昭和22年）5月 - 学制改革により、坂口村坂口中学校として坂口小学校に併設する形で開校[3]。
- 1951年（昭和26年）4月 - 武生市への編入合併に伴い武生市武生第二中学校の分校に移行し、「武生市武生第二中学校坂口分校」に改称[4]。
- 1955年（昭和30年）6月 - 独立校舎を落成[4]。
- 1962年（昭和37年） - 特別校舎を落成[5]。
- 1966年（昭和41年） - 教員住宅を落成[5]。
- 1974年（昭和49年） - 裏山の造園完了を記念し、感謝の歌詞碑を設置[5]。
- 1978年（昭和53年） - 技術工作室を拡張[5]。
- 1993年（平成5年） - パソコン教室を設置[5]。
- 1998年（平成10年）
  - 1月 - 校舎を改築[3]。
  - 給食室を改装[5]。
- 2000年（平成12年） - 体育館を改修[5]。
- 2004年（平成16年）11月 - ランチルームを改装[5]。学校給食が文部科学大臣賞を受賞[3]。
- 2005年（平成17年）10月1日 - 武生市と今立町が合併した越前市発足に伴い、「越前市武生第二中学校坂口分校」に改称。
- 2008年（平成20年） - 体育館の耐震工事を実施[5]。
- 2023年（令和5年）1月28日 - 第22回全国中学生創造ものづくり教育フェアロボットコンテストにて3位に入賞し、日本産業技術教育学会長賞を受賞[6][7]。

## 部活動
部活動は卓球部のみで、全生徒が所属している。かつては陸上部があり、全日本中学校陸上競技選手権大会やジュニアオリンピック陸上競技大会などに出場していた。

## 施設概要
主な施設を掲載。普通教室以外の施設は小学校と共用している。
- 校舎（1,921 m2[2]） - 1998年竣工の鉄筋コンクリート造3階建てで、岩倉建築設計事務所が設計した。1955年に竣工した旧校舎の老朽化に伴い建設された[2]。普通教室は2階に配置しており、特別教室などは各階に分散している[10]。旧校舎では図書室・音楽室・理科室などは隣接する小学校の施設を利用していたが、改築を機に中学校専用の教室を持った[2]。しかし現在は、小学校の校舎に置いている特別教室は調理室や実習室程度しかないため、当校舎の施設を共用している[10]。なお、小学校の校舎とは2階部分で連結しており、双方の行き来が可能である[2]。1999年には平成11年度公立学校優良施設に選定され、文教施設協会協会賞（多様な学習空間部門）を受賞した[2]。

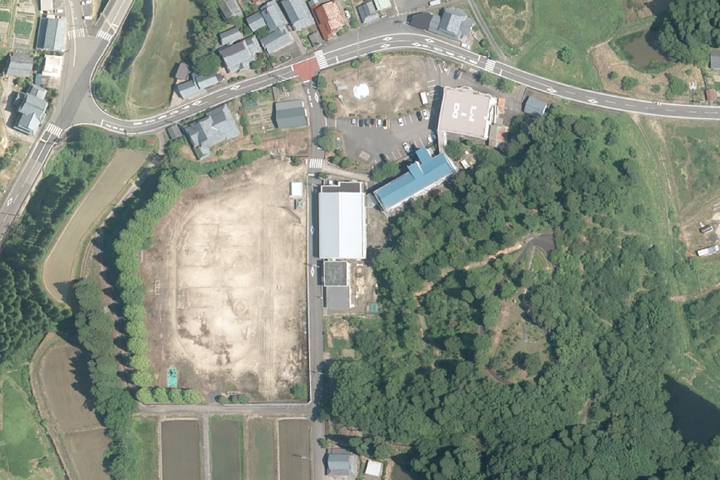
空中写真（2021年6月）。
中学校の校舎は「3-8」とヘリサインが書かれている右上の建物。

- 体育館
- 校庭

## 通学区域
坂口小学校の通学区域と同一。
- 越前市
  - 湯谷町
  - 中山町
  - 下別所町
  - 勾当原町
  - 中津原町
  - 下中津原町

## 進学前小学校
- 越前市坂口小学校（越前市湯谷町）[11]

## アクセス

### バス
- 越前市市民バス「のろっさ」「坂口・神山ルート」で「坂口公民館」停留所下車後、徒歩約2分（約90m）
- ハピラインふくいハピラインふくい線武生駅から、上述の「のろっさ」で「坂口公民館」停留所まで44分、下車後徒歩。
- 福井鉄道福武線たけふ新駅から、上述の「のろっさ」で「坂口公民館」停留所まで45分、下車後徒歩。

### 自動車
- 越前市甲楽城地区から県道206号経由で約10分

## 周辺
- 越前市坂口小学校 - 同一敷地内で、進学前小学校。
- 越前市坂口幼稚園 - 同一敷地内（休園中）
- 福井県道205号湯谷王子保停車場線
- 越前市坂口公民館
- 風の館さかのくち